# Kampung Sajad
Kampung Sajad is een bestuurslaag in het regentschap Rejang Lebong van de provincie Bengkulu, Indonesië. Kampung Sajad telt 440 inwoners (volkstelling 2010).